# دنطوان جذموري
دنطوان جذموري (الاسم العلمي:Danthonia rhizomata) هو نوع من النباتات يتبع جنس الدنطوان من الفصيلة النجيلية.